# Aquitanisches Becken
Das Aquitanische Becken ist nach dem Pariser Becken das zweitgrößte mesozoische und känozoische Sedimentbecken Frankreichs. Das rund 66.000 Quadratkilometer große Becken liegt über dem während des Perms erodierten variszischen Grundgebirge, welches seit der Trias allmählich abzusinken begann. Im Parentis-Becken und im Subpyrenäenbecken ist das Grundgebirge an seiner tiefsten Stelle unter einer Sedimentauflast von 11.000 Metern verborgen.

## Geographische Gliederung

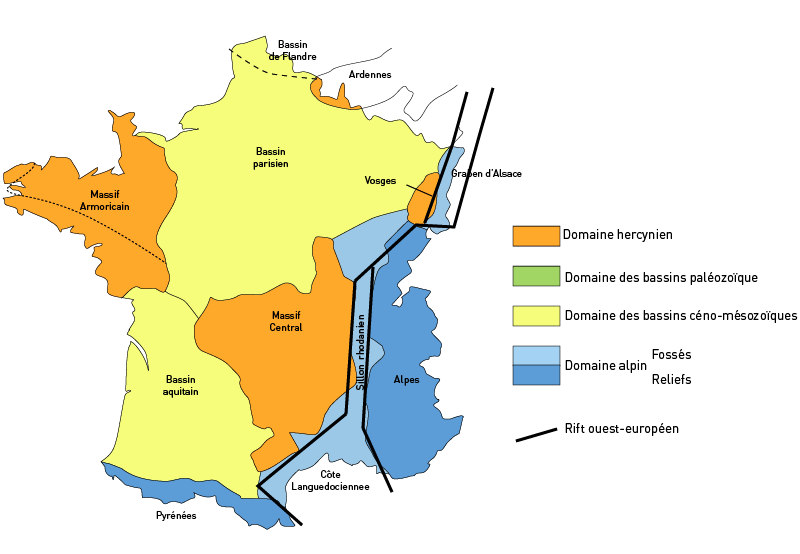
Die geologischen Provinzen Frankreichs, das Aquitanische Becken unten links

Das Aquitanische Becken, benannt nach der gleichnamigen Region Aquitanien, besitzt in etwa die Gestalt eines Trichters, dessen Öffnung nach Westen die geradlinige, in etwa 330 Kilometer lange, Nord-Süd-verlaufende Atlantikküste darstellt. Seine südliche Begrenzung sind auf rund 350 Kilometer die Ostsüdost-Westnordwest-streichenden Pyrenäen. Im Südosten reicht das Becken in der Détroit de Carcassonne zwischen Montagne Noire im Norden und Mouthoumet im Süden bis kurz vor Narbonne, wo es von Pyrenäendecken überfahren wird. Die nordöstliche anschließende bogenförmige Umrahmung wird vom Zentralmassiv gebildet. In der Schwellenregion des maximal 100 Kilometer breiten Seuil du Poitou im Norden besteht eine Verbindung zum angrenzenden Pariser Becken. Im äußersten Norden wird das Becken auf zirka 110 Kilometern in Ost-West-Richtung von der Vendée begrenzt, dem südlichsten Ausläufer des Armorikanischen Massivs.

## Beckenstruktur
Das Aquitanische Becken ist ein sehr stark asymmetrisch aufgebautes Vorlandbecken. Seine tiefste Stelle mit 11.000 Metern befindet sich in unmittelbarer Nähe der Nordpyrenäenüberfahrung.
Die 2000-Meter-Isobathe folgt in etwa dem Lauf der Garonne und unterteilt das Becken in einen seichten Plateaubereich im Norden (das so genannte Aquitanische Plateau) und in einen tiefen, eng gefalteten Bereich im Süden. Das tafelförmige Plateau im Norden besitzt nur eine stark reduzierte Sedimentabfolge mit langwelligem Faltenbau und gelegentlichen Störungen. Der gefaltete Bereich im Süden zeigt bereits seit der Untertrias Subsidenz, der Verformungsgrad steigt hierbei in Richtung Nordpyrenäenüberfahrung immer mehr an, außerdem tritt noch eine starke Salztektonik (Diapirismus) hinzu.
Eine Abweichung in diesem etwas vereinfachten Schema stellt das Parentis-Becken am Atlantikrand dar. Auch das Parentis-Becken erreicht die stolze Tiefe von 11.000 Metern. Es bildet eine symmetrische Einmuldung, die vom Golfe de Gascogne aus Richtung Arcachon zieht und seewärts bereits teilweise von 100 bis 95 Millionen Jahre alter (Cenomanium) ozeanischer Kruste unterlagert wird. Möglicherweise handelt es sich hier um ein Pull-Apart-Becken an einer auf den Kontinent übergreifenden, langwährenden Transform-Störung mit dextraler Scherkomponente.

## Sedimentäre Entwicklung
Die gemachten Angaben zur Sedimentabfolge und deren Mächtigkeiten beruhen auf über 70 Erkundungsbohrungen, die das Grundgebirge gelegentlich erst auf über 6000 Meter Tiefe antrafen.
Die sedimentäre Entwicklung beginnt im Aquitanischen Becken in der Untertrias in unmittelbarer Nähe der Nordpyrenäenüberfahrung (Anmerkung: Permotriassische Becken wie beispielsweise das Brive-Becken und das Grésigne-Becken werden noch zum Grundgebirge gerechnet). Von hier ausgehend breitete sich die Einsenkung langsam nach Norden aus.

### Trias
Die Sedimentation setzt in der Untertrias (Buntsandstein) mit bunten Sandsteinen und Tonsteinen ein, in der Mittleren Trias (Muschelkalk) folgen dolomitische Kalke, Salzlagen und bunte Tonsteine. In der Obertrias (Keuper) setzt sich die Salzabscheidung weiter fort, den Abschluss bilden dann ophitische Laven (Dolerite und Tholeiite, nur im Süden). Die Salzlagen wurden später während der Pyrenäen-Orogenese als Diapire aktiviert, die bunten Tonsteine dienten als Abscherhorizonte, an denen triassische Sedimente später dann bis an die Linie Arcachon – Toulouse verpresst wurden.
Kennzeichnend für die Triassedimente ist ihr germanotyper Charakter. Auf dem Aquitanischen Plateau sind sie kontinentalen Ursprungs, es ist nur noch der Keuper vorhanden. Im Süden hingegen nehmen sie marinen Charakter an und zeigen ihre volle Ausbildung. Die Triastransgression erfolgte von Süd oder Südost aus dem Tethysbereich über die damals noch nicht vorhandenen Pyrenäen hinweg. Die Sedimente sprechen für ein restriktives marines Ablagerungsmilieu und Flachwasserbereich, der gelegentlich trockenfiel; dies erklärt auch die starke Präsenz von Evaporiten. Die Sedimente können
insgesamt bis über 1000 Meter mächtig werden. Sie reichen im Norden in etwa bis an die Linie Garonnemündung – Brive.

### Jura
Sequenzstratigraphisch lässt sich der marine Jurazyklus in sieben Sequenzen zweiter Ordnung unterteilen, drei im Lias, zwei im Dogger und zwei im Malm:

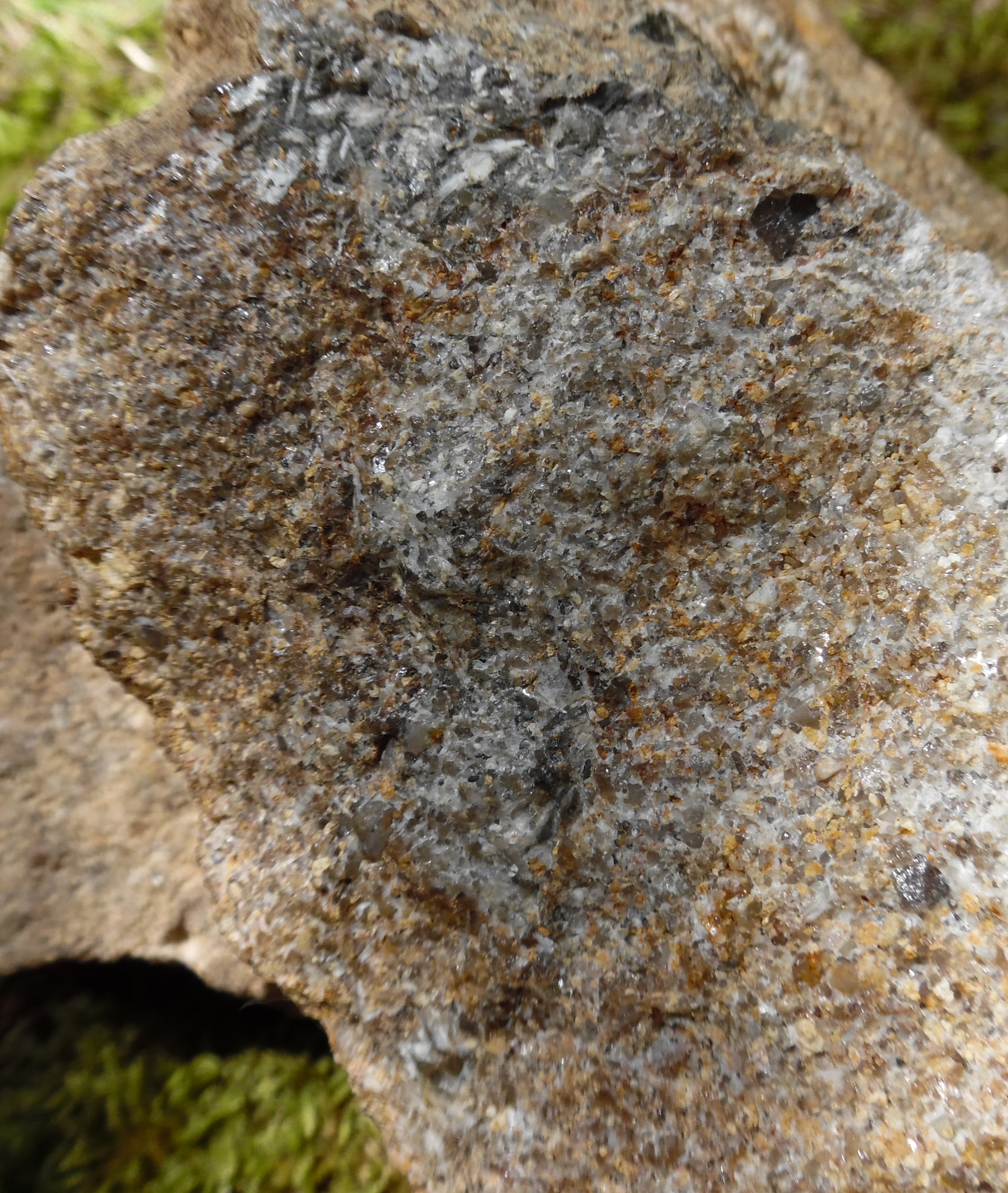
Hettangische Transgessionsarkose von Nontron

- Hettangische-sinemurische Sequenz.
- Lotharingische-carixische-domerische Sequenz (Oberes Sinemurium-Pliensbachium).
- Toarcische-aalenische Sequenz.
- Bajocische-unterbathonische Sequenz.
- Mittelbathonische-callovische Sequenz.
- Oxfordische-sequanische Sequenz (Oxfordium-Unteres Kimmeridgium).
- Kimmeridgische-portlandische Sequenz (Oberes Kimmeridgium-Tithonium).

Die Sequenzen werden durch Diskordanzen voneinander abgetrennt. Die Juraabfolge ist nur im Quercy vollständig erhalten, im Süden (Subpyrenäenbecken) ist sie teilweise sehr lückenhaft ausgebildet.
Die basale hettangisch-sinemurische Sequenz besitzt transgressiven Charakter und zum ersten Mal treten jetzt im Aquitanischen Becken voll marine, jedoch generell relativ fossilarme Sedimente auf. Diese Lias-Transgression greift ab dem Sinemurium – gekennzeichnet durch kalkig-dolomitische, teils oolithische Sedimentation – schrittweise auf ganz Aquitanien über, um dann trotz kleinerer Regressionen im Pliensbachium gegen Ende des Lias und im Dogger das Grundgebirge des westlichen Zentralmassivs zum Teil mit mehr als 30 Kilometern zu überlappen – ähnliches gilt auch für die westliche Vendée. Bis zur Linie La Rochelle – Angoulême – Périgueux – Figeac baut sich im Nordabschnitt ein innerer Schelf auf. Hier bestehen die generell detritischen Transgressionssedimente des basalen Hettangiums in der Regel aus einem Basiskonglomerat, aus Arkosen sowie aus an pflanzlichem Material reichen, relativ dickbankigen Sand- und Tonsteinen. Es folgen im restlichen Hettangium restriktiv-marine Sedimente einer lagunär-lakustrischen Fazies (grüne Tonsteine, bunte Mergel, dolomitische Kalke und Plattenkalke reich an Zwergfaunen und evaporitischen Lagen). Die Sedimente des Sinemuriums besitzen voll marinen Charakter, sie enthalten eine pelagische Fauna (weiche Bänderkalke und harte lithographische Kalke). Am Ende des Sinemuriums erfolgt eine jähe Regression unter Ausbildung von Hartgründen.
Die zweite Liassequenz besitzt ebenfalls marin-transgressiven Charakter und setzt im Lotharingium/Unterem Carixium ein – gut datiert durch eine reiche Ammonitenfauna (Arietites, Oxynoticeras, Deroceras und Uptonia jamesoni). Die Sedimente sind kalkig, reich an Quarzkörnern und an Geröllen wiederaufgearbeiteten Sinemuriums. Das Obere Carixium besteht aus sehr fossilreichen (Aegoceras capricornu) Mergelkalkbänken mit zwischengeschalteten grauen Mergellagen. Es folgen ammonitenführende (Amaltheus margaritatus) und austernführende (Gryphaea cymbium) Mergel, die einen zum Atlantischen Ozean offenen Schelf erkennen lassen. Im Unteren Domerium besteht zum ersten Mal über den Seuil du Poitou eine Meeresverbindung zum Pariser Becken und über die Détroit de Rodez und die Détroit de Carcassonne zum Jurameer Südostfrankreichs. Im Verlauf des Oberen Domeriums kommt es zu einer erneuten Regression mit sandigen Kalken des Litorals, die sehr fossilreich (Pleuroceras spinatum, Pecten aequivalvis) sind und in Randzonen als eisenreiche Oolithe auftreten können. Am Ende der Sequenz bilden sich erneut Hartgründe.
Die dritte und letzte Liassequenz geht im Unteren Toarcium ohne detritische Ablagerungen sofort zu schwarzen ammonitenführenden (Harpoceras falciferum und Hildoceras bifrons) Mergeln über. Gegen Ende Toarcium/Anfang Aalenium nehmen die Sedimente mit sandigen Kalken regressiven Charakter an. Die Kalke enthalten Austernbänke, Eisenoolith- und Gipslagen und enden meist mit einer Erosionsdiskordanz. An Fossilien führen sie Pleydellia aalensis und Leioceras opalinum.
Im Südabschnitt des Aquitanischen Beckens schreitet die Salzabscheidung (mit Lagen von Anhydrit) weiter fort, die im Lias bis zu 500 Meter mächtig werden kann.
Der Dogger erreicht entlang einer Nord-Süd-verlaufenden Linie Angoulême – Tarbes seine maximale Mächtigkeit von 300 Metern. Entlang dieser Linie bauen sich Riffkomplexe auf, die das Aquitanische Becken zweiteilen. Die Riffe (östlich von Angoulême, nordwestlich von Périgueux, östlich von Pau) sind mit Kalkoolithen vergesellschaftet, die einen hochenergetischen Bereich anzeigen. Auf dem östlich der Riffe gelegenen flachen Schelf kommen neritische Kalke und Dolomite (im Süden) zur Ablagerung und im Quercy sogar supratidale lignitführende Kalke. Im zum Atlantik hin geöffneten Bereich scheiden sich ammonitenführende, pelagische Kalkmergel aus, die sehr reich an mikrofossilen Fädchenbildnern (Bryozoen) sind.
Die erste Doggersequenz beginnt östlich der Riff-/Oolithbarre im Bajocium dolomitisch transgressiv, das Milieu ist restriktiver Natur. Stellenweise wird Aalenium wiederaufgearbeitet. Das Bathonium ist im Nordosten kalkig, im Südosten dolomitisch. Gegen Ende des Zyklus im Unteren Bathonium tritt regressive Tendenz auf (Lignite, Brekzien, lakustrische Fossilien im Quercy). Im Pyrenäenbereich bildet sich eine langanhaltende Schichtlücke. Bis zum Kimmeridgium treten im Ostabschnitt keine Ammoniten mehr auf – dies erschwert natürlich die genaue Datierung.
Die zweite Doggersequenz beginnt im Mittleren Bathonium stellenweise mit lakustrischen Kalken und brekzienhaltigen Geröllen. Es folgen anschließend hauptsächlich im ruhigen Flachwasser abgesetzte neritische Kalke (im Süden weiterhin Dolomite). Den Abschluss im Callovium bilden litorale Randfazies.
Die bedeutende Faziesgrenze der Riffbarre bleibt anfangs auch im Malm weiter bestehen. Im tieferen Westbereich werden ammonitenführende Mergel und Kalke abgesetzt, im Ostbereich hingegen kalkhaltige Dolomite. Der Rückzug des Jurameeres macht sich im ausgehenden Tithonium bemerkbar, so erscheinen beispielsweise im Adour-Becken Dolomite und Brekzien, in der Charente Evaporite, im Quercy extrem litorale Sedimente, im Parentis-Becken lakustrine Kalke und im Département Gers Anhydrite. Die Meeresstraßen schließen sich wieder und ein letztes Riff hält sich noch im Périgord (bei La Tour-Blanche). Das Meer zieht sich schließlich wieder bis südlich hinter die Garonne zurück.
Die erste Malmsequenz scheint ohne Unterbrechung im Unteren Oxfordium auf das Callovium zu folgen. Zellkalke und Brekzien deuten jedoch auf Sedimentumlagerung (im Malm der Grands Causses ist dies gesichert). Im Mittleren und im Oberen Oxfordium werden Kalke unter offen marinen Bedingungen sedimentiert, unter die sich einige Riffe einlagern. Das Untere Kimmeridgium ist wieder strandnah, angezeigt durch Austern, Seeigel und Rippelmarken.
Die zweite Malmsequenz beginnt im Oberen Kimmeridgium zwar nur vereinzelt regressiv, dennoch verändert sich der sedimentäre Charakter. Es entstehen brekziöse Fazies, synsedimentäre Wiederaufarbeitungen und rhythmische Wechselfolgen von Kalken und Tonen mit Lignithorizonten. An datierbaren Fossilien treten die Ammoniten Aulacostephanus und Aspidoceras orthocera auf. Diese sehr unruhige Sedimentation mit einem Nebeneinander von offen marinen Fazies und reduzierender Schlicksedimentation unter restriktiven Bedingungen scheint mit einer erstmaligen sedimentären Individualisierung des Pyrenäenraums zu korrespondieren. Diese Phase trägt nach der Auster Exogyra virgula auch den Namen Virgulien. Die Beckeneinengung wird im Tithonium noch deutlicher, um letztendlich noch vor Beginn der Kreide in einen nahezu vollständigen Meeresrückzug überzugehen (ausgenommen hiervon bleibt der südliche Bereich). So bilden sich im Tithonium eisenhaltige Kalkoolithe mit Mergellagen, Dolomite und randfazielle Sedimente, datiert mittels Gravesia portlandicum.

### Unterkreide
Im Vergleich zum Jura besitzt die Kreide weniger deutliche Sequenzen, außerdem beschränkt sich die Unterkreide auf Sedimentationsräume in Pyrenäennähe. Wahrscheinlich war die Meeresverbindung in der Unterkreide besser in Richtung Mittelmeerraum als zum Atlantik.
Nach einem längeren Hiatus setzt die Sedimentation wieder in der Unterkreide ein. Die Sedimentation bleibt auf zwei Gebiete beschränkt – auf das Parentis-Becken und auf das Adour-Becken. Beide Teilbecken weisen eine erstaunliche Subsidenz auf. So werden beispielsweise im Parentis-Becken in der Unterkreide bis zu 2000 Meter Sediment abgelagert, im Adour-Becken sogar bis zu 4000 Meter. Das restliche Aquitanische Becken unterliegt im selben Zeitraum weiterhin starker Erosion.
Die ersten Ablagerungen in den beiden Teilbecken sind litorale Sedimente in Wealden-Fazies, hauptsächlich Sand- und Tonsteine.
Im Barremium scheiden sich dann marine Flachwasserkalke ab, die im nördlichen Parentis-Becken von detritischen Ablagerungen abgelöst werden. Bei Lacq gehen die Kalke sogar in Lagunarfazies (Anhydrite) über.
Im Oberen Aptium etabliert sich in den beiden Teilbecken die teils riffbildende Urgon-Fazies – Fossilkalke mit Algen, Korallenpolypen und Rudisten. Die Urgonfazies umgürtet das Parentis-Becken vollständig; sie bleibt bis ins Albium bestehen.
Ab dem Albium erfolgen im südlichen Aquitanischen Becken starke salztektonische Bewegungen, die ihrerseits wiederum einen großen Einfluss auf die Sedimentation ausüben – es entstehen Brekzien, mächtige Konglomerate und Turbidite. Im Parentis-Becken bildet sich als Folge sogar eine bemerkenswerte Diskordanz. Im nördlichen Aquitanischen Becken hingegen legen sich zum selben Zeitpunkt die Sedimente in langwellige Faltenzüge herzynischer Richtung. All diese Ereignisse stehen mit ersten tektonischen Bewegungen in den Westpyrenäen in Zusammenhang. Die Sedimentation im ausgehenden Albium unter ansteigendem Meeresspiegel ist tonig, die Kalkreliefs der Urgonfazies werden von ihr vollkommen überdeckt.

### Oberkreide
Die bereits im ausgehenden Albium beginnende Transgression breitet sich im Cenomanium sehr rasch gen Norden aus. Der Sedimentationsraum nimmt in nördlicher Richtung letztendlich in etwa dieselben Ausmaße an wie zuvor im Jura. In östlicher Richtung dringt das Meer jedoch nur bis kurz vor Brive, Cahors, Agen, Muret und Carcassonne vor. Die Nordpyrenäenüberfahrung bildet zu diesem Zeitpunkt die Faziesgrenze zwischen Schelfsedimentation im Norden und einsinkenden Trögen im Süden, welche Flyschsedimente (zum Teil brekziöser Wildflysch) aus dem Pyrenäenraum aufnehmen. Bei Saint-Gaudens werden die Flyschsedimente gar von Vulkaniten begleitet – Trachyte bis hin zu ultrabasischen Laven. Im Flyschbereich ist die Sedimentation während des Turoniums und des Coniaciums sehr unruhig. Die restliche Oberkreide erfolgt ebenfalls in Flyschsedimentation – Sand- und Tonsteine in Wechsellagerung mit vereinzelten Karbonatlagen. Gegen Ende der Oberkreide mehren sich dann die Anzeichen für Regression, die meist noch vor der Kreide/Tertiär-Wende vollzogen ist. Im Subpyrenäengraben in den Petits Pyrénées hält sich das Meer sogar noch bis ins unterste Paläozän (Danium).
Im übrigen Aquitanischen Becken werden während dieses Zeitraums vorwiegend pelagische Kalke ausgeschieden (so befinden sich beispielsweise die Typlokalitäten für das Coniacium, das Santonium und das Campanium in der Charente).
Am Nordrand treten auf Grund der küstennahen Lage differenziertere Fazies auf. So besitzt das Cenomanium im Norden drei Sedimentationszyklen:
- Im oberen Zyklus eine leichte Regression mit sandigen Rudistenkalken und Austernmergeln im Nordwesten und sehr flachmarinen, gipsführenden Mergeln und Sanden im Nordosten.
- Im mittleren Zyklus, der bis in den Quercy übergreift, generell tiefermarine Mergel (ausgenommen vereinzelte Paleoreliefs im Périgord mit Litoralfazies und Ligniten).
- Im unteren Zyklus Flachwasserfazies mit Rudistenriffen im Nordwesten und kontinentaler Einfluss mit Ligniten im Nordosten.

Das Turonium besitzt marin transgressiven Charakter und breitet sich bis an den Lot aus. Es lässt sich generell zweiteilen:
- In ein aus massiven, brekziösen Rudistenkalken mit nachfolgenden Kalksanden bestehendes Angoumien. Das Angoumien bildet teilweise recht markante Geländestufen aus.
- In ein kreidehaftes, mergeliges Ligérien an der Basis.

Gegen Ende des Turoniums kommt es zu einer Anhebung des Zentralmassivs, welche sich als ausgedehnte Sandschüttungen im Sediment niederschlägt.
Coniacium und Santonium werden im nördlichen Aquitanischen Becken allgemein aus Kalken aufgebaut, die jedoch östlich von Périgueux zusehends sandigen Charakter annehmen.
Das Campanium folgt mit einer ausgeprägten Diskordanz. Der Flyschtrog erweitert sich jetzt nach Norden. In der Umgebung von Pau wurde vor dem Beginn der Flyschsedimentation die gesamte Unterkreide und der gesamte Jura wegerodiert, stellenweise griff die Erosion sogar bis zum Grundgebirge herab. Nördlich von Pau tritt das Campanium in Mergelfazies auf, dem so genannten Aturien. Im nördlichen Aquitanischen Becken hingegen vereinheitlichen sich die Sedimente und es werden vollmarine, hornsteinführende Kalkmikrite abgelagert.
Im Maastrichtium beginnt eine Regression. Nach anfänglicher Ablagerung von bioklastischen Rudistenkalken und vereinzelten Riffen aus Rudisten und Einzelkorallen kommt es zu einer deutlichen Meeresspiegelabsenkung und schließlich zur Emersion. Das Meer zieht sich sukzessive bis hinter die Linie Arcachon-Toulouse zurück. Gleichzeitig entstehen am Nordrand vereinzelte flache Faltenzüge mit herzynischer Streichrichtung.

### Känozoikum
Während des Paläozäns folgt die Küste in etwa der Linie Arcachon-Toulouse. Nördlich dieser Linie (in der Nordaquitanischen Zone) ist die Sedimentation kontinental – rote Tonsteine, Sande und lakustrine Kalke. Es erfolgt ein kurzer Meeresvorstoß, der Echinidenkalke hinterlässt. Im südlichen Beckenbereich bildet sich bis zur Linie Audignon-Carcassonne (Zentralaquitanische Zone) ein flacher Schelf. Die weiter im Süden gelegene Südaquitanische Zone ist Tiefwasserbereich, der jedoch gen Osten zusehends verflacht. Im Golfe Aturien im Westen werden pelagische Kalke sedimentiert, die Globigerinen, Operculinen und Alveolinen enthalten. In der Nähe der Petits Pyrénées sind die Kalke bereits flachwasserfaziell, sie führen hier Madreporien, Echiniden und Operculinen. An der Ariège und in den Corbières im Osten nehmen die Sedimente schließlich gänzlich kontinentalen und lakustrinen Charakter an.
Im Unteren Eozän (Ypresium) erfolgt eine erneute Transgression, das Meer stößt bis ins Medoc und bis südlich von Oléron vor, im Südosten erreicht es die Montagne Noire. Im Golfe Aturien lagern sich jetzt Globorotalia-führende Mergel ab, weiter östlich turitellenreiche Mergel und Kalke. Im neuüberschwemmten Bereich sedimentieren Sande und Kalke reich an Alveolinen und Nummuliten. Im kontinentalen Nordosten lagern sich zur gleichen Zeit eisenreiche Sande (in der Charente) und Molassen (im Libournais und im Agenais) ab. Die kontinentalen Sedimente stammen bis ins mittlere Ypresium vorwiegend aus dem Zentralmassiv.
Im Mittleren Eozän (Lutetium und Bartonium) setzt sich der Anstieg des Meeresspiegels fort. Die Alveolinen- und Nummulitenkalke breiten sich weiter aus, nach Norden bis Blaye und Saint-Palais und nach Osten ins Agenais. Der Nordpyrenäengraben vertieft sich, gleichzeitig werden in seinen Ostteil Konglomerate geschüttet, die Poudingues de Palassou. Dies markiert den Beginn der Heraushebung des Pyrenäenorogens und die Dominanz detritischen Sedimenteintrags aus südlicher Richtung. Die koaleszierenden Abtragungsschuttfächer dehnen sich nach Norden bis ins Castrais aus. Nördlich der Schuttfächer entstehen Seen, in denen lakustrine Kalke zur Abscheidung kommen. Die detritischen Sedimente mit Herkunft aus dem mittlerweile stark eingeebneten Zentralmassiv (Tone, Sande, Schotter) beschränken sich mittlerweile nur noch auf eine schmale Randzone am Nordostrand. Im Périgord und im Quercy breitet sich zu diesem Zeitpunkt der Sidérolithique aus – eisenreiche Sedimente, die aus lateritähnlichen Ablagerungen hervorgegangen sind.
Während des Oberen Eozäns (Priabonium) erfolgt ein Meeresrückzug. Der Nordpyrenäengraben wird jetzt vollständig mit dem Abtragungsschutt der Pyrenäenkette verfüllt. Im Medoc halten sich noch Nummulitenkalke und -mergel, jedoch östlich von Bordeaux treten bereits kontinentale Molassen in Erscheinung, die südlich der Gironde in gipsführende Formationen übergehen.
Ein permanent marines Milieu bleibt während des Unteren Oligozäns (Rupelium) im Süden mit nummuliten-, lamellibranchien- und echinidenführenden Mergeln und Sanden weiterhin bestehen. Die Anomiidenkalke des südlichen Medoc sind hingegen lagunär. Nach einem kurzlebigen Meeresvorstoß zu Beginn des Chattiums (mit seesternführenden Kalken im nördlichen Medoc und im Libournais; mit säugetierführenden Molassen im Agenais) zieht sich das Meer gegen Ende des Oligozäns sehr weit zurück. Dieser generelle Rückzug wird von tektonischen Bewegungen begleitet, die im Norden und im Zentrum antiklinale Rücken entstehen lassen. Die aus den Pyrenäen stammenden Schuttfächer reichen jetzt bis ins Albigeois und erlangen somit ihre größte Ausdehnung. Sie schieben die sie umgürtenden Seen vor sich her, deren lakustrine Kalksedimentation sich anschließend über das Quercy ausbreitet und auf die Causses und sogar auf Teile des Zentralmassivs übergreift.
Im Unteren Miozän (Aquitanium) transgrediert das Meer erneut, ausgehend von seinem Rückzugsgebiet in das südwestliche Département Landes, gen Norden und Osten. Marine, litorale und lakustrine Fazies wechseln miteinander ab. Während eines leichten zwischenzeitlichen Rückzugs entsteht bei Condom ein riesiger See, der Lac de Saucats, in dem ein grauer lakustriner Kalk, der Calcaire gris de l'Agenais abgesetzt wird. Danach erreicht das Meer seinen Höchststand. Es wird von kontinentalen Sedimenten umrahmt, deren Mächtigkeit gegen Südosten anwächst. Die Pyrenäenschuttfächer zeigen erstmals rückschreitende Tendenz auf Grund verstärkter Subsidenz in unmittelbarer Nähe des Orogens, sie reichen aber dennoch bis ins Agenais.
Im Mittleren Miozän (Langhium und Serravallium) ziehen sich die Schuttfächer weiter zurück. Die lakustrine Zone dehnt sich folglich nach Süden bis ins Armagnac aus.
Das Obere Miozän (Tortonium und Messinium) wird von einem drastischen Meeresrückzug nach Westen geprägt. Das Meer zieht sich zuerst aus dem nordöstlichen Bordelais und aus dem Bazadais zurück, um schließlich den größten Teil des Beckens zu verlassen. In vom Meer aufgegebenen Gebieten im Armagnac sedimentieren fossilleere Sande und Tone. In den trockengefallenen Gebieten im Norden und Osten etabliert sich bereits das aus dem Zentralmassiv entwässernde, noch heute bestehende Flussnetz.
Im Pliozän (Zancleum) beschränkt sich das Meer nur noch auf einen schmalen Streifen in der Nähe des Arcachon-Beckens südlich von Soustons. Es hinterlässt sandige Mergel, die sehr reich an benthischer Mikrofauna sind. Im restlichen Aquitanischen Becken lagern sich kontinentale Sande ab, die Sables fauves. Die Schuttfächer aus den Pyrenäen sedimentieren jetzt nur noch in unmittelbarer Nähe des Gebirgsfusses (Schuttfächer von Ger, Orignac-Cieutat, Lannemezan). Das Entwässerungsnetz der Garonne mit ihren Nebenflüssen nimmt bereits seine noch heute bestehende Form an – die Garonne weicht hierbei den miozänen Schuttansammlungen weitestgehend aus und zwischen Toulouse, Agen und Bordeaux folgt sie dann einem schwach subsidenten Grabenverlauf.
Die progressive Verlandung des Aquitanischen Beckens ausgehend von seinem Nordostrand ging mit einer bedeutenden subaerischen Erosion einher, die in den detritischen Schwemmfächern mehrere Verebnungsniveaus herauspräparierte, darunter:
- Eine eozäne Verebnungsfläche.
- Eine aquitanische Verebnungsfläche, die meist stark verkieselt ist – gut sichtbar im Agenais, im Périgord und im Quercy.
- Eine pliozäne (Zancleum) Verebnungsfläche, gekennzeichnet durch geröllhaltige Tone im Bordelais und in den Landes.

Auf der pliozänen Verebnungsfläche installierte sich das heutige Entwässerungsnetz.

### Quartär

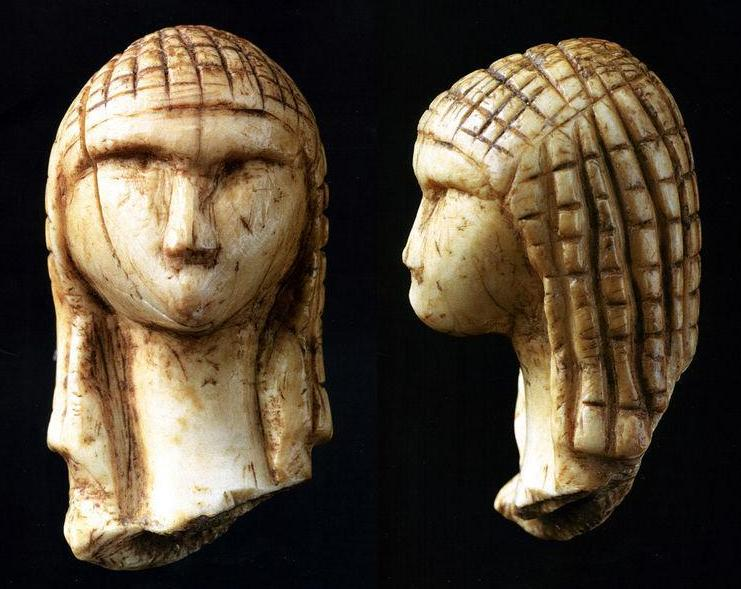
Die Venus von Brassempouy aus dem Oberen Paläolithikum

Die drei letzten pleistozänen Eiszeiten Mindel, Riss und Würm konnten auch im Aquitanischen Becken nachgewiesen werden, hauptsächlich durch die unterschiedlichen Flussterrassen im Entwässerungsnetz. An weiteren eiszeitlichen Phänomenen lassen sich anführen:
- Höhlenverfüllungen. Diese sind von großer Wichtigkeit bei der Datierung archäologischer Funde.
- Ablagerungen äolischen Ursprungs. Diese bedecken mehr als ein Drittel Aquitaniens, hauptsächlich im Médoc und in den Landes. Sie wurden während der letzten beiden Stadien der Würm-Eiszeit abgelagert. Der Dünengürtel entlang des heutigen Litorals stammt aus dem Holozän.
- Hänge und Höhenrücken verhüllendes Kolluvium.
- Kryoklastischer Hangschutt.

Die Entwicklungsgeschichte des Mündungstrichters der Gironde geht zirka 20.000 Jahre bis ins ausgehende Würm zurück.
Abschließend seien noch die reichhaltigen prähistorischen Funde und Fundstätten im Aquitanischen Becken erwähnt, insbesondere im Département Dordogne.

## Struktureller Aufbau und Tektonik

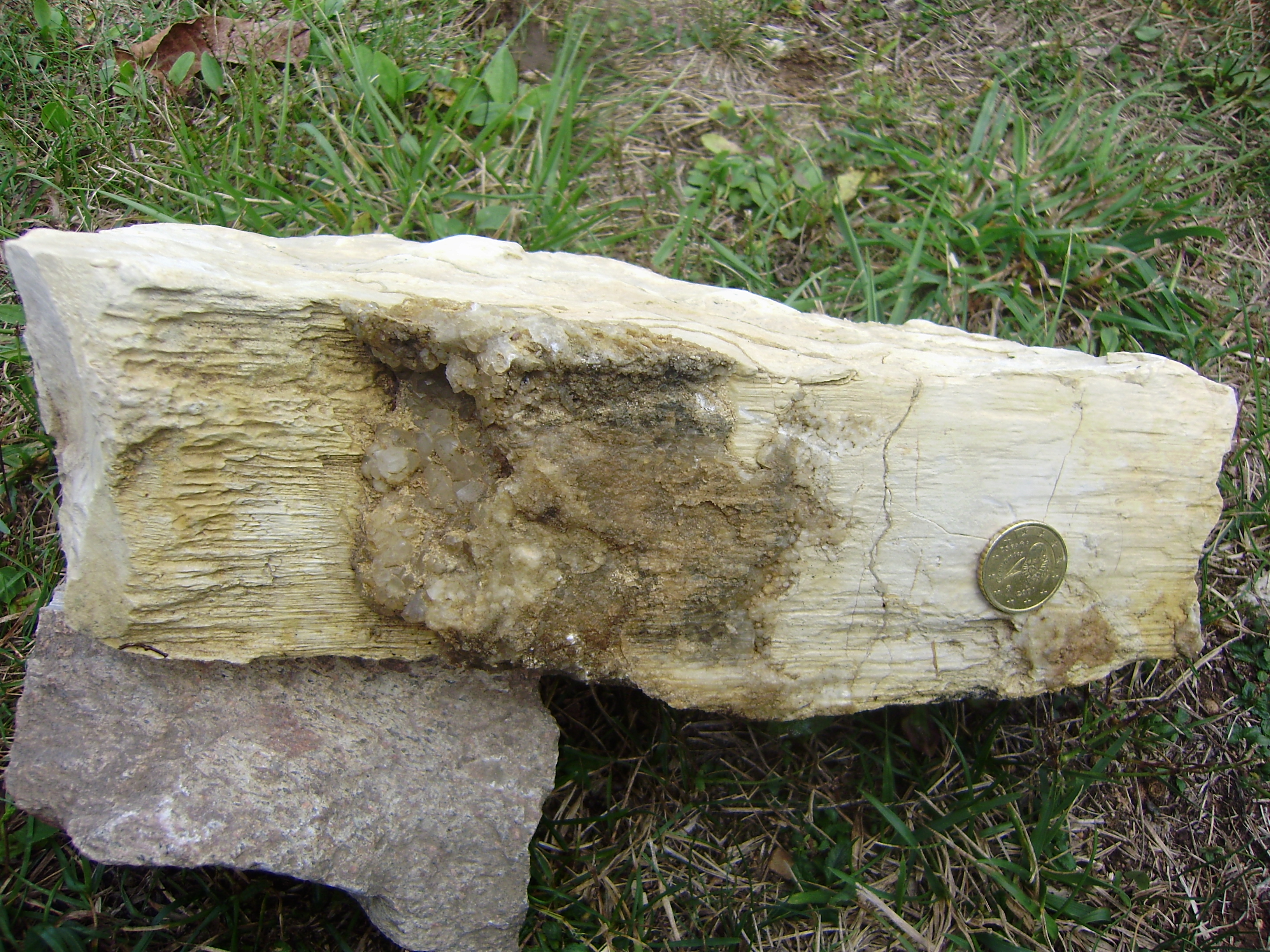
Unterportlandischer Mikrit aus dem Antiklinal von La Tour Blanche. Seitenverschiebung in Ostsüdost-Westnordwest-Richtung mit einer Calcit-verfüllten Pull-Apart-Struktur. Das Antiklinal unterlag folglich auch distensiven Scherkräften

Strukturell lässt sich das Aquitanische Becken in zwei Bereiche gliedern, die durch eine bedeutende Störung voneinander getrennt werden. Es handelt sich hier um die Nordaquitanische Flexur, die von Arcachon ausgehend in Richtung Carcassonne zieht. Sie stellt die Verlängerung des nordaquitanischen Kontinentalabhangs dar und teilt das Aquitanische Becken strukturell in eine Nordprovinz und in eine Südprovinz.
Die Nordprovinz oder auch Aquitanisches Plateau stellt einen typischen Kontinentalschelf dar mit stark reduzierter Sedimentation und mehreren Auftauchphasen (während der gesamten Unterkreide, phasenweise in der Oberkreide und im Känozoikum). Das Grundgebirge liegt nur selten tiefer als 2000 Meter. Trias und Jura erreichen zusammen die Mächtigkeit von 1000 bis 1700 Meter. Die Unterkreide fehlt, die Oberkreide erreicht nur einige hundert Meter. Das Paläogen ist im Norden, wenn vorhanden, nur sehr dünn, gewinnt aber nach Süden an Mächtigkeit und wird dann von dünnem Neogen überlagert.
Im Ostteil lassen sich parallel zum Pyrenäenrand mehrere Westnordwest-Ostsüdost-streichende großräumige Strukturierungen erkennen:
- Einmuldung des Quercy.
- Hochgebiet von Tarn-et-Garonne.
- Graben von Castres.
- Hochgebiet von Toulouse.

Generell ist die Nordprovinz durch unkomplizierte tektonische Strukturen (regionale Einmuldungen und Hochgebiete, langwellige Faltenzüge, Verwerfungen) gekennzeichnet, die herzynischen, armorikanischen und variskischen Streichrichtungen folgen. Diese Strukturen wurden im Verlauf mehrerer Phasen angelegt:
- Jurassische Phase. Die angelegten Strukturen sind meist synsedimentären Ursprungs und folgen variskischen Streichrichtungen. Während der später erfolgenden Kreidesedimentation beeinflussen sie Faziesräume und den Transgressionsmodus nachhaltig.
- Endcampanische-maastrichtische Phase. Diese Phase verstärkt die bereits jurassisch vorgezeichneten Strukturen. Es entstehen folgende antiklinale Rücken, die zum nordöstlichen Beckenrand mehr oder weniger parallel verlaufen und sich bis über 200 Kilometer verfolgen lassen:
  - Die Mareuil-Meyssac-Antiklinale. Diese Struktur ist eine asymmetrische Antiklinale bei Mareuil, jedoch zwischen Terrasson und Meyssac eine Verwerfung mit bedeutender Sprunghöhe.
  - Die Périgueux-Antiklinale. Diese Struktur verläuft von Cognac über La Tour Blanche nach Périgueux und Saint-Cyprien, als typische Antiklinale ausgebildet ist sie bei La Tour Blanche und bei Saint-Cyprien.
  - Die Oléron-Jonzac-Ribérac-Sauveterre-la-Lémance-Antiklinale. Diese Struktur ist eine eindeutige Antiklinale bei Jonzac und bei Sauveterre.

Diese Antiklinalen werden von den Nordwest-Südost verlaufenden synklinalen Einmuldungen von Sarlat und von Saintes unterbrochen.
- Eozäne-oligozäne Phase. Es entstehen weitere Antiklinalen, meist etwas tieferen Stockwerks und an der Oberfläche nicht zu erkennen:
  - Die Nordost-Südwest-streichenden domartigen Aufbeulungen von Listrac, von Blaye und von Couquèques.
  - Die Nordwest-Südost-streichende Aufbeulung von Sainte-Hélène-Carcans.
  - Das Synklinal von Bordeaux.
  - Der Ost-West-streichende antiklinale Rücken von La Teste-Villagrains-Landiras-Miramont in der Guyenne.

Die Südprovinz wird von den tiefen Teilbecken Parentis und Adour, sowie dem dazwischenliegenden Schwellenbereich von Mimizan geprägt. Gegenüber der Nordprovinz nehmen in ihr die Sedimentmächtigkeiten (5000 – 11.500 Meter) stark zu. Trias und Jura erreichen 2000 – 3000 Meter, die Unterkreide 500 – 1500 Meter. Die Oberkreide variiert zwischen 500 und 3000 Meter, das Paläogen zwischen 1000 und 3000 Meter, und selbst das Neogen kann noch fast 1000 Meter vorweisen.
Die tektonischen Bewegungen waren in der Südprovinz wesentlich komplizierterer Natur und werden zusätzlich von einer bedeutenden Salztektonik (Diapirismus) überlagert. Leider wird ein Großteil der gebildeten Strukturen von plio-quaternärem Detritus überdeckt. Dank der zahlreichen Erkundungsbohrungen auf Erdöl und Grundwasserleiter sind sie aber in großen Zügen bekannt. Wie in der Nordprovinz handelt es sich auch hier hauptsächlich um parallel angeordnete Antiklinalrücken, deren Wellenlänge gegen Süden stetig abnimmt. Umgekehrt steigt die Intensität der Halokinese in Richtung Süden. Die Antiklinalrücken entstanden während der Heraushebung der Pyrenäen im Eozän/Oligozän. Ihre Strukturierung war im Miozän abgeschlossen.
Folgende Antiklinalzüge lassen sich erkennen (von Nord nach Süd):
- Parentis-Bouglon-Agen
- Mimizan-Roquefort-Créon-Cezans-Lavardens
- Boos-Audignan-Nogaro
- Saubrigues-Biarrotte-Bastennes-Garlin
- Peyrehorade-Sainte-Suzanne-Lacq-Pau-Meilhon

Während des Plio-Quaternärs führen tektonische Ausgleichsbewegungen am Nordostrand des Aquitanischen Beckens zu einer Heraushebung und Verjüngung der Pultscholle des Zentralmassivs; im Beckeninneren folgen sie meist Vorzeichnungen im Grundgebirge und es werden dadurch einige pliozäne Verebnungsflächen verkippt. Dies wiederum hat einen sehr großen Einfluss auf das hydrographische Netzwerk, so stellen sich Flusslaufverlagerungen und Flussaufgaben im Becken der Garonne und des Adour ein.
Die tektonischen Bewegungen im Aquitanischen Becken sind auch heute noch keineswegs abgeschlossen, wie starke Erdbeben am Nordpyrenäenrand und mittelstarke Beben auf Oléron beweisen.

### Tektono-metamorphe Zonen des Grundgebirges
Das unter den Sedimenten des Aquitanischen Beckens verborgene variszische Grundgebirge kann anhand geophysikalischer Sondierungen in mehrere Nordwest-Südost-streichende tektono-metamorphe Zonen unterteilt werden (von Nord nach Süd):
- Ligero-arvernische Zone. Sie wird begrenzt durch die Linie Niort-Angoulême-Fumel-Montauban, welch im Norden parallel zur dextralen Südarmorikanischen Scherzone verläuft. Polymetamorphe Kernzone des variszischen Orogens.
- Südarmorikanische Zone. Ihre südliche Begrenzung ist die Linie La Rochelle-Saintes-Chalais. Die Zone endet bei Bergerac. Nach Süden überschobene Kristallindecken devonisch/karbonischen Alters.
- Nordaquitanische Zone. Ihre Südgrenze ist mit der Südvariszischen Überschiebungsfront bzw. der Nordaquitanischen Flexur identisch. Sie folgt der Linie Arcachon-Agen-Toulouse. Im Pennsylvanium nach Süden überschobene Decken der Externzone.
- Aquitanischer Block, auch als Mikrokontinent Aquitania bezeichnet. Diese Zone erstreckt sich bis zur Nordpyrenäenüberfahrung und ist mit der Südprovinz gleichzusetzen. Bereits zu Gondwana gehörender Vorlandsblock.

### Moho-Tiefen
Die maximale Tiefe der Mohorovičić-Diskontinuität mit 36 Kilometer folgt in etwa dem Lauf der Garonne. Sie verflacht in Richtung Zentralmassiv und besitzt hier nur noch rund 30 Kilometer. Dasselbe gilt für die Annäherung an die Pyrenäen, am Nordpyrenäenrand liegt die Moho ebenfalls nur noch 30 Kilometer tief. Im ozeanischen Teil des Parentis-Beckens wird die Moho bereits in 20 Kilometer Tiefe angetroffen. Dies deutet auf eine extreme Verdünnung der kontinentalen Kruste hin, bzw. deren beginnende Ozeanisation. Zum Vergleich: unter den Zentralpyrenäen ist die Kruste 50 Kilometer dick!

## Geodynamische Zusammenhänge
Für ein besseres Verständnis der geologischen Vorgänge im Aquitanischen Becken ist es wichtig, den Blick auf größere geodynamische Zusammenhänge zu richten. Entscheidend hierbei dürften zwei wesentliche Entwicklungen sein:
- Das Aufbrechen Pangäas und die Öffnung des Nordatlantiks und folglich auch der Biskaya.
- Die Bewegungen Iberias.

Im Verlauf der Obertrias vor rund 230 Millionen Jahren (Karnium) begann der Superkontinent Pangäa langsam zu zerbrechen. Im Atlantikbereich setzte dieser allmähliche Rifting-Prozess im Gebiet des Zentralatlantiks ein. Schon während des Unteren Jura waren die anfänglichen, noch kontinentalen Grabenbrüche in ihr marines Stadium übergewechselt, der Zentralatlantik begann sich zu spreizen (im Toarcium, vor 180 Millionen Jahren) und Nordamerika, Südamerika und Afrika trennten sich voneinander. Bereits im Callovium war der Zentralatlantik voll marin. Der Spreizungsprozess ging jedoch weiter und griff allmählich auch auf den nordatlantischen Bereich über. So drang während des Tithoniums vor 150 Millionen Jahren im Zuge der später erfolgenden Öffnung des Nordatlantiks ein Riftarm entlang des heutigen nordwestfranzösischen Kontinentalrandes ein und begann Iberia, welches bis dahin noch mit dem Armorikanischen Massif in Verbindung stand, in südliche Richtung wegzudrücken. Der Atlantik konnte somit zum ersten Mal direkt ins Aquitanische Becken vordringen. Im Norden des abrückenden Iberias öffnete sich folglich die Biskaya. Iberia führte außer seiner südlichen Driftbewegung während der gesamten Unterkreide eine zusätzliche Drehbewegung gegen den Uhrzeigersinn durch, die den Nordostteil Iberias ans südliche Frankreich annähern ließ (erste tektonische Bewegungen in den Pyrenäen im Albium; Pyrenäenmetamorphose vor 108 bis 93 Millionen Jahren; Cenomantransgression) und letztendlich die Kollision im Eozän/Oligozän (Heraushebung der Pyrenäen mit gleichzeitiger Abtragung) bewirkte. Die Hauptphase der Pyrenäenheraushebung ging mit dem Aquitanium zu Ende, es folgten im Wesentlichen isostatische Ausgleichsbewegungen, die bis auf den heutigen Tag andauern.

### Megasequenzen
Die geodynamische Entwicklung des Aquitanischen Beckens lässt sich etwas vereinfachend in vier Megasequenzen zusammenfassen, als Ausgangspunkt dient der Beginn des Riftings in der Biskaya im ausgehenden Jura (Tithonium):
- Prärift-Megasequenz. Trias bis Oberer Jura. Hauptsächlich klastische Sedimente und Karbonate, gefolgt von mächtigen Evaporiten in der Trias; Schelfkarbonate im Jura.
- Synrift-Megasequenz. Unterkreide (Tithonium bis Albium). Bildung der Biskaya mit teilweiser Ozeanisation. Nicht- und flachmarine klastische Sedimente und Kalke im Neokom, gefolgt von mächtigen Schelfkarbonaten im Aptium und Albium. Die Megasequenz endet im Cenomanium durch einsetzende Inversionstektonik an ehemaligen Dehnungsbrüchen.
- Postrift-Megasequenz. Oberkreide (Cenomanium bis Paläozän). Die sinistrale Bewegung Iberias relativ zu Frankreich führt zur Bildung mehrerer Unterbecken, die durch Scherbewegungen unter gleichzeitiger Dehnung verursacht werden (Pull-apart-Strukturen). Turbidite im Süden.
- Vorlandbecken-Megasequenz. Känozoikum (Eozän bis aktuell). Die Kollision Iberias mit Frankreich im Eozän beendet die Dehnungstektonik. Ins Vorlandbecken wird vom Pyrenäenorogen im Eozän Flysch und im Miozän Molasse eingetragen.

## Bodenschätze und natürliche Rohstoffe

### Kohlenwasserstoffe

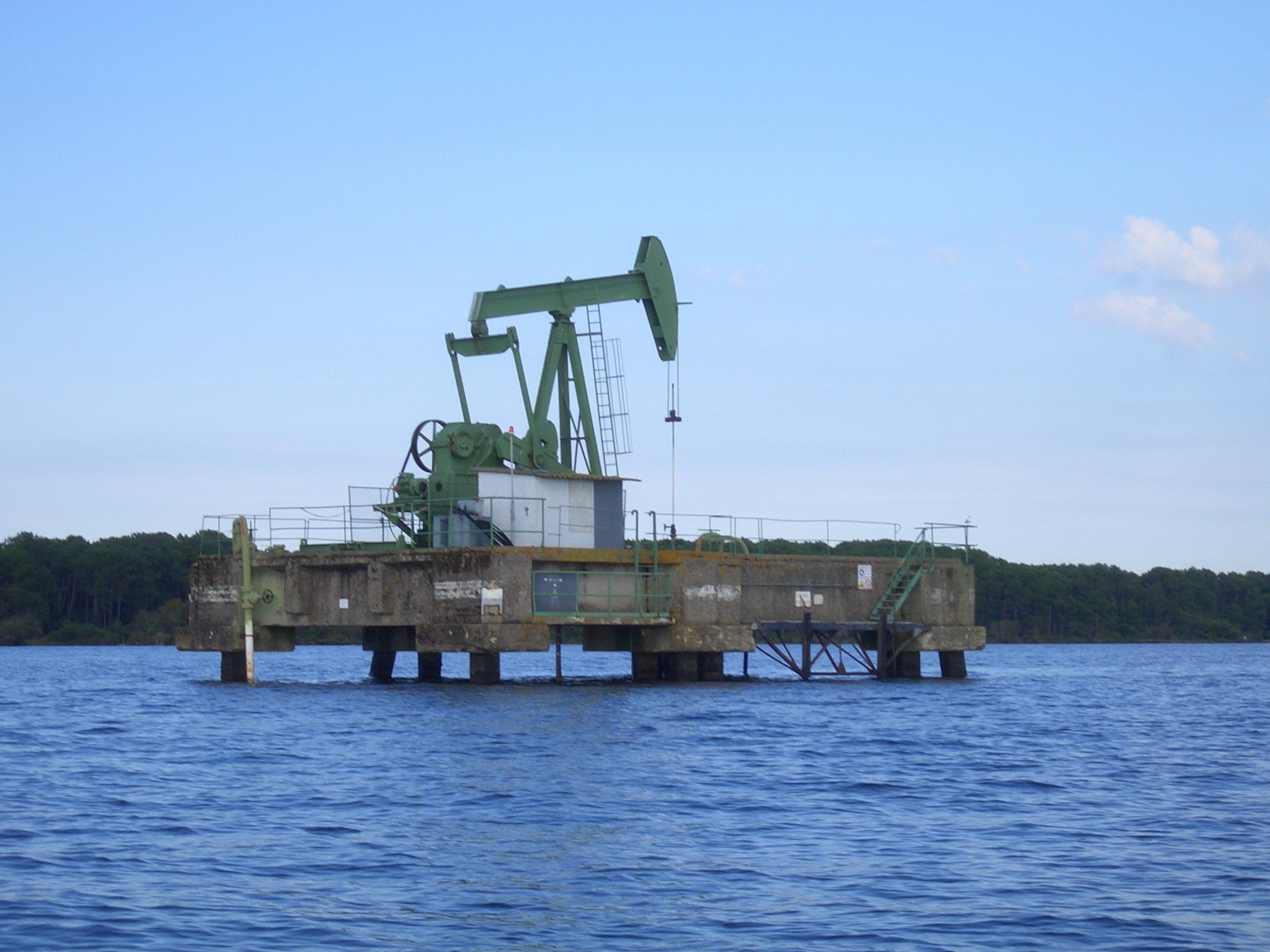
Erdölpumpstation auf dem Étang de Biscarosse in der Nähe von Parentis-en-Born

Volkswirtschaftlich am bedeutungsvollsten unter den natürlichen Ressourcen im Aquitanischen Becken sind zweifellos die Kohlenwasserstoffe (Erdöl und Erdgas). Die Lagerstätten befinden sich in den Unterkreidebecken der Südprovinz:
- Im Parentis-Becken. Erdöl. Fundorte sind Parentis, Cazaux, Lavergne. Das Parentis-Becken enthält den Großteil der Erdölreserven des europäischen Frankreichs.
- Im Adour-Becken. Erdgas. Fundorte sind Lacq, Meillon, Saint-Marcet. Mit 220 Milliarden Kubikmetern enthält das Adour-Becken praktisch die Gesamtheit der Erdgasvorräte Frankreichs.

Mutter- bzw. Speichergesteine sind Kalke und Dolomite aus dem Jura (Kimmeridgium) und aus der Unterkreide. Tonsteine aus dem Unteren Aptium fungieren als Abdichtung.

### Grundwasser
Klassische Grundwasserreservoire befinden sich in der Oberkreide und im Tertiär des Bordelais. Neuerdings ist das riesige Vorkommen in den eozänen Sanden bei Lussagnet hinzugetreten, für den Raum Pau-Toulouse eine enorm wichtige Entdeckung.

### Andere Ressourcen
Weiterhin sind anzuführen:
- Tone und Tonsteine. Rohstoff für unzählige Ziegeleien (Dachziegel, Klinker, Terrakotta etc.). Lagerstätten finden sich vorwiegend im Toarcium, im Eozän (Lutetium), im Oligozän und im Miozän (Aquitanium, Burdigalium, Langhium und Tortonium).
- Kaolin. Rohstoff für Porzellanmanufakturen. Linsenartige eozäne Residuallagerstätten, oft im Oberkreidekarst (z. B. bei Les Eyzies).
- Torf. Pleistozäne und holozäne Horizonte im Médoc (Gironde-Ästuar).
- Lignit. Im Cenoman des Sarladais, obermiozäne/pliozäne Vorkommen der Landes, abgebaut im Tagebau bei Arjuzanx.
- Bauxit. In jurassischen Karsttaschen zwischen Pech und Lavelanet. Unrentabel.
- Eisen. Im eozänen Sidérolithique. Vorkommen im Périgord und im Quercy. Wirtschaftlich nicht mehr rentabel.
- Buntmetalle. Hauptsächlich Blei-Zink-Vererzungen im basalen Sinemurium. In der Charente und bei Figeac, wirtschaftlich jedoch nicht mehr rentabel.
- Holz. Ausgedehnte Waldgebiete in den Landes und in der Dordogne liefern den Rohstoff für eine diversifizierte holzverarbeitende Industrie (Erzeugung von Brennholz für Heizkraftwerke und für den Privatverbrauch, Holzkohle, Aktivkohle, Paletten, Bauholz, Möbelindustrie)
- Obstanbau. Beispielsweise die Pflaumen des Agenais (Pruneau d'Agen).
- Wein. Berühmte Weinanbaugebiete bei Cognac, Bordeaux, im Armagnac, in der Landschaft Chalosse und im Béarn.

## Abschließende Betrachtung
Die Strukturierung des Aquitanischen Beckens wird von zwei wesentlichen Faktoren geprägt:
- Dem variszischen Grundgebirge.
- Dem Pyrenäenorogen.

Die Nordwest-Südost-streichende tektono-metamorphe Zonierung des Grundgebirges hat sich auch auf die sedimentäre Evolution und die Strukturierung im Aquitanischen Becken nachhaltig niedergeschlagen. Derselben hercynischen Richtung folgt auch der nordwestfranzösische Kontinentalrand, der sich im Zuge der Öffnung der Biskaya herausgebildet hatte. Seine Fortsetzung kontinentwärts findet er im tiefen Subpyrenäenbecken. Auch die Antiklinalrücken in den Beckensedimenten sind im Wesentlichen entlang dieser Richtung angeordnet. Ähnlich der Südarmorikanischen Scherzone, die ebenfalls der Nordwest-Südostrichtung folgt und eine ausgeprägte dextrale Scherkomponente besitzt, zeigen die Antiklinalrücken ebenfalls diese dextrale Scherung. Ihre Entstehung ist folglich nicht nur rein kompressiver Natur. Auch das Parentis-Becken wird von armorikanischen, dextralen Scherzonen begrenzt, die gleichzeitig einer Distension unterlagen und schließlich ein Ost-West-ausgerichtetes Pull-apart-Becken erzeugten. Im Zuge der Biskaya-Spreizung stellt das Parentis-Becken den Versuch des Atlantiks dar, weiter ins kontinentale Aquitanische Becken vorzudringen. Dies wurde jedoch durch die gegen den Uhrzeigersinn gerichtete Drehbewegung Iberias letztendlich unterbunden. Ab dem Cenomanium unterliegt das Aquitanische Becken dann dem Einfluss des entstehenden Pyrenäenorogens mit seinen Westnordwest-Ostsüdost-verlaufenden Strukturen. Auch die Pyrenäen sind nicht nur rein kompressiven Ursprungs, sondern weisen in ihrem Fall gleichzeitig eine bedeutende sinistrale Scherbewegung auf. Die Pyrenäenstrukturierung beeinflusste dann das Aquitanische Becken bis auf den heutigen Tag und war durchdringender Natur – so können beispielsweise tektonische Auswirkungen des Pyrenäenorogens noch am Nordostrand des Aquitanischen Beckens in unmittelbarer Nähe des Zentralmassivs beobachtet werden.